# Переверзева, Наталья Владимировна
Ната́лья Влади́мировна Переве́рзева (Ла́нски) (род. 10 ноября 1988, Курск) — российская топ-модель, победительница конкурсов красоты «Мисс Москва 2010» и «Краса России 2011», финалистка международного конкурса «Мисс Земля 2012».

## Биография
Родилась 10 ноября 1988 года в городе Курске. По окончании школы в 2006 г. поступила на экономический факультет Курского государственного университета, в том же году началась её модельная карьера.
В 2006 году стала первой вице-мисс Курска, получила покровительство «Мисс Вселенной» Оксаны Федоровой, и предложение[какое?] от скаута Алексея Васильева. В 2007 году приняла предложение от модельного агентства «President» и переехала в Москву, затем перевелась с экономического факультета Курского государственного университета в Финансовую академию при правительстве РФ, на специальность «государственные и муниципальные финансы». Параллельно с учёбой занимается модельным бизнесом: участвует в кастингах, снимается для журналов и рекламы, становится штатной моделью французского подразделения агентства «Elit».
1 июля 2010 года победила на 15-м конкурсе красоты «Мисс Москва», оставив позади 32 финалистки.
В 2011 году, по завершении университета, поступила в аспирантуру.
30 ноября этого же года стала победительницей 17-го конкурса красоты «Краса России», оставив позади 47 финалисток.
В 2012 году стала финалисткой международного конкурса «Мисс Земля» и послом доброй воли международного фонда защиты диких животных WWF.
В 2013 году начала работать на канале Муз ТВ ведущей в проекте «Икона Стиля».
В 2014 г. поступила в Театральный институт им. Б. Щукина (курс В. А. Сажина), который окончила в 2019 году (курс В. П. Поглазова и В. П. Николаенко).

### Модельная карьера
Снималась для таких журналов, как «Cosmopolitan», «Harper's Bazaar», «Joy», «Fashion Collection», календаря «Elite Model Look»; работала в Японии и во Франции. В её портфолио многочисленные обложки: «Playboy», «Дорогое удовольствие», «Moda Topical», «Mini».
Участвовала во многих рекламных кампаниях.
В 2011 году снялась в клипе на песню «Ты придёшь» Влада Топалова, с которым поддерживает дружеские отношения.
В том же году снялась в клипе Евгения Григорьева (Жека) на песню «Дорога в никуда».
В 2012 году стала лицом интернет-магазина нижнего белья Missintim.Ru.
В 2013 году стала лицом французской марки косметики Vivienne Sabo в России и странах СНГ.
Осенью 2014 года стала лицом показа бренда верхней одежды «ODRI» Яны Рудковской и Евгения Плющенко в рамках Недели моды в Москве.

### Участие в конкурсе «Мисс Земля»
Победа на национальном конкурсе красоты дала Наталье путёвку на международный конкурс «Мисс Земля».

Широкий резонанс в российских СМИ и сфере Рунета вызвала речь перед жюри конкурса «Мисс Земля», в которой конкурсантка назвала Россию 
нищей, растерзанной бесчестными, безжалостными людьми, которую, тем не менее, нельзя не любить.
Финал конкурса состоялся 24 ноября 2012 г. вошла в число восьми финалисток.

### Другие проекты
Перед поездкой на конкурс «Мисс Земля» заявила, что вне зависимости от места, которое она займёт в финале, этот конкурс станет для неё последним.
В Москве активно занимается спортом, танцами и йогой. Одним из хобби были занятия вокалом. В декабре 2014 года вышел клип на песню «Я твоя пленница» с участием Натальи, а 9-го мая 2015 она исполнила песню «Нам нужна одна победа» на концерте, посвященном Дню победы, на Поклонной горе.
С сентября 2013 года стала ведущей программы «Икона Стиля» на канале «МУЗ-ТВ» вместе с дизайнером Игорем Гуляевым.
В мае 2014 г. стала корреспондентом WFC на 67-м Каннском кинофестивале, откуда вела репортажи с мировыми знаменитостями.
В 2014 г. приступила к участию в съёмках полнометражного фильма под рабочим названием «Книга ведьм» режиссёра Алексея Голубева, где играет одну из главных ролей.
В июле 2015 г. приняла участие конкурсе «World Championship of Performing Arts», проходившем в Лос-Анджелесе. Выступала в номинациях «танец», «дефиле», «вокал», «актёрское мастерство», где заработала одну серебряную и две бронзовых медали.

## Титулы на конкурсах красоты
- 2006 — «Вице-Мисс Курск»
- 2010 — «Мисс Москва»
- 2011 — «Краса России»

## Общественная деятельность
Одержав победу на значимых конкурсах, начала заниматься благотворительной деятельностью. В частности, она помогает Благотворительному фонду «Линия жизни».
На протяжении долгого времени являлась куратором конкурса красоты «Мисс Курск», постоянный член жюри конкурсов «Мисс Москва» и «Краса России».
В 2012 г. стала послом и сторонником Всемирного фонда дикой природы. 9 августа она стала «приёмной мамой» амурского тигра, а в 2013 «усыновила» белого медведя.

## Семья
Мать — экономист, отец — инженер. Они познакомились на первом курсе института, где их сблизила любовь к бальным танцам, которыми они вместе занимались 5 лет.
Дед — профессор, доктор экономических наук. Бабушка — кандидат экономических наук.
По словам Натальи, в семье рисовали, много читали. Детство Натальи было таким же, как у многих её сверстниц: училась, занималась музыкой и иностранным языком. «Семья — самое важное в жизни», — признаётся Наталья в своих интервью.

## Личная жизнь
В интервью журналу «Playboy» весной 2011 г. Наталья говорила, что «пока не встретила свою половинку».
В октябре 2012 г. в интервью газете «Аргументы и факты» Наталья ответила, что её молодой человек терпимо и с пониманием относится к её модельной работе.
На светских мероприятиях Наталья периодически появляется вместе с художником Даниилом Фёдоровым, который написал её портрет.

## Интересные факты
- Является противницей пластической хирургии без медицинских показаний.